# Selección de fútbol sala de Uzbekistán
La selección de fútbol sala de Uzbekistán es el equipo representativo del país en las competiciones oficiales organizadas por la Confederación Asiática de Fútbol y la FIFA. Es administrada por la Federación de Fútbol de Uzbekistán.

## Estadísticas

### Copa Mundial de Futsal FIFA
| Copa Mundial de fútbol sala de la FIFA | Copa Mundial de fútbol sala de la FIFA | Copa Mundial de fútbol sala de la FIFA | Copa Mundial de fútbol sala de la FIFA | Copa Mundial de fútbol sala de la FIFA | Copa Mundial de fútbol sala de la FIFA | Copa Mundial de fútbol sala de la FIFA | Copa Mundial de fútbol sala de la FIFA |
| Año                                    | Ronda                                  | J                                      | G                                      | E                                      | P                                      | GF                                     | GC                                     |
| -------------------------------------- | -------------------------------------- | -------------------------------------- | -------------------------------------- | -------------------------------------- | -------------------------------------- | -------------------------------------- | -------------------------------------- |
| 1992 - 1996                            | No participó                           | No participó                           | No participó                           | No participó                           | No participó                           | No participó                           | No participó                           |
| 2000                                   | No clasificó                           | No clasificó                           | No clasificó                           | No clasificó                           | No clasificó                           | No clasificó                           | No clasificó                           |
| 2004                                   | No clasificó                           | No clasificó                           | No clasificó                           | No clasificó                           | No clasificó                           | No clasificó                           | No clasificó                           |
| 2008                                   | No clasificó                           | No clasificó                           | No clasificó                           | No clasificó                           | No clasificó                           | No clasificó                           | No clasificó                           |
| 2012                                   | No clasificó                           | No clasificó                           | No clasificó                           | No clasificó                           | No clasificó                           | No clasificó                           | No clasificó                           |
| 2016                                   | Fase de grupos                         | 3                                      | 0                                      | 1                                      | 2                                      | 5                                      | 11                                     |
| 2021                                   | Octavos de final                       | 4                                      | 1                                      | 0                                      | 3                                      | 16                                     | 19                                     |
| 2024                                   | Fase de grupos                         | 3                                      | 0                                      | 1                                      | 2                                      | 7                                      | 12                                     |
| Total                                  | 3/10                                   | 10                                     | 1                                      | 2                                      | 7                                      | 28                                     | 42                                     |

### Copa Asiática de Futsal de la AFC
| Copa Asiática de Futsal de la AFC | Copa Asiática de Futsal de la AFC | Copa Asiática de Futsal de la AFC | Copa Asiática de Futsal de la AFC | Copa Asiática de Futsal de la AFC | Copa Asiática de Futsal de la AFC | Copa Asiática de Futsal de la AFC | Copa Asiática de Futsal de la AFC |
| Año                               | Ronda                             | J                                 | G                                 | E                                 | P                                 | GF                                | GC                                |
| --------------------------------- | --------------------------------- | --------------------------------- | --------------------------------- | --------------------------------- | --------------------------------- | --------------------------------- | --------------------------------- |
| 1999                              | Fase de grupos                    | 3                                 | 1                                 | 1                                 | 1                                 | 18                                | 12                                |
| 2000                              | Fase de grupos                    | 4                                 | 2                                 | 0                                 | 2                                 | 26                                | 17                                |
| 2001                              | Subcampeón                        | 7                                 | 5                                 | 1                                 | 1                                 | 30                                | 22                                |
| 2002                              | Cuartos de final                  | 4                                 | 2                                 | 0                                 | 2                                 | 12                                | 8                                 |
| 2003                              | Cuartos de final                  | 4                                 | 2                                 | 0                                 | 2                                 | 12                                | 12                                |
| 2004                              | Cuarto lugar                      | 7                                 | 4                                 | 0                                 | 3                                 | 29                                | 17                                |
| 2005                              | Tercer lugar                      | 7                                 | 6                                 | 0                                 | 1                                 | 47                                | 12                                |
| 2006                              | Subcampeón                        | 5                                 | 4                                 | 0                                 | 1                                 | 22                                | 8                                 |
| 2007                              | Tercer lugar                      | 6                                 | 4                                 | 0                                 | 2                                 | 19                                | 20                                |
| 2008                              | Cuartos de final                  | 4                                 | 3                                 | 0                                 | 1                                 | 20                                | 8                                 |
| 2010                              | Subcampeón                        | 6                                 | 5                                 | 0                                 | 1                                 | 23                                | 18                                |
| 2012                              | Cuartos de final                  | 4                                 | 2                                 | 1                                 | 1                                 | 15                                | 9                                 |
| 2014                              | Tercer lugar                      | 6                                 | 4                                 | 1                                 | 1                                 | 15                                | 16                                |
| 2016                              | Subcampeón                        | 6                                 | 4                                 | 1                                 | 1                                 | 12                                | 7                                 |
| 2018                              | Tercer lugar                      | 6                                 | 3                                 | 1                                 | 2                                 | 27                                | 20                                |
| 2022                              | Tercer lugar                      | 6                                 | 5                                 | 0                                 | 1                                 | 29                                | 7                                 |
| 2024                              | Tercer lugar                      | 6                                 | 4                                 | 2                                 | 0                                 | 20                                | 13                                |
| Total                             | 17/17                             | 91                                | 60                                | 8                                 | 23                                | 379                               | 226                               |

### Grand Prix de Futsal
| Grand Prix de Futsal record | Grand Prix de Futsal record | Grand Prix de Futsal record | Grand Prix de Futsal record | Grand Prix de Futsal record | Grand Prix de Futsal record | Grand Prix de Futsal record | Grand Prix de Futsal record | Grand Prix de Futsal record |              |
| Año                         | Ronda                       | J                           | G                           | E*                          | P                           | GF                          | GC                          | DIF                         |              |
| --------------------------- | --------------------------- | --------------------------- | --------------------------- | --------------------------- | --------------------------- | --------------------------- | --------------------------- | --------------------------- | ------------ |
| 2005                        | No participó                | No participó                | No participó                | No participó                | No participó                | No participó                | No participó                | No participó                | No participó |
| 2006                        | No participó                | No participó                | No participó                | No participó                | No participó                | No participó                | No participó                | No participó                | No participó |
| 2007                        | 9° lugar                    | 3                           | 1                           | 1                           | 1                           | 5                           | 6                           | -1                          |              |
| 2008                        | No participó                | No participó                | No participó                | No participó                | No participó                | No participó                | No participó                | No participó                | No participó |
| 2009                        | No participó                | No participó                | No participó                | No participó                | No participó                | No participó                | No participó                | No participó                | No participó |
| 2010                        | No participó                | No participó                | No participó                | No participó                | No participó                | No participó                | No participó                | No participó                | No participó |
| 2011                        | No participó                | No participó                | No participó                | No participó                | No participó                | No participó                | No participó                | No participó                | No participó |
| 2013                        | No participó                | No participó                | No participó                | No participó                | No participó                | No participó                | No participó                | No participó                | No participó |
| 2014                        | No participó                | No participó                | No participó                | No participó                | No participó                | No participó                | No participó                | No participó                | No participó |
| 2015                        | No participó                | No participó                | No participó                | No participó                | No participó                | No participó                | No participó                | No participó                | No participó |
| 2018                        | No participó                | No participó                | No participó                | No participó                | No participó                | No participó                | No participó                | No participó                | No participó |
| Total                       | 1/11                        | 3                           | 1                           | 1                           | 1                           | 5                           | 6                           | -1                          |              |

### Asian Indoor and Martial Arts Games
| Asian Indoor and Martial Arts Games record | Asian Indoor and Martial Arts Games record | Asian Indoor and Martial Arts Games record | Asian Indoor and Martial Arts Games record | Asian Indoor and Martial Arts Games record | Asian Indoor and Martial Arts Games record | Asian Indoor and Martial Arts Games record | Asian Indoor and Martial Arts Games record | Asian Indoor and Martial Arts Games record |
| Año                                        | Ronda                                      | J                                          | G                                          | E*                                         | P                                          | GF                                         | GC                                         | DIF                                        |
| ------------------------------------------ | ------------------------------------------ | ------------------------------------------ | ------------------------------------------ | ------------------------------------------ | ------------------------------------------ | ------------------------------------------ | ------------------------------------------ | ------------------------------------------ |
| 2005                                       | 3° lugar                                   | 5                                          | 3                                          | 0                                          | 2                                          | 25                                         | 12                                         | +13                                        |
| 2007                                       | 3° lugar                                   | 6                                          | 3                                          | 1                                          | 2                                          | 23                                         | 9                                          | +14                                        |
| 2009                                       | 3° lugar                                   | 5                                          | 4                                          | 0                                          | 1                                          | 16                                         | 8                                          | +8                                         |
| 2013                                       | Cuartos de final                           | 3                                          | 2                                          | 0                                          | 1                                          | 20                                         | 8                                          | +12                                        |
| 2017                                       | Finalista                                  | 7                                          | 3                                          | 2                                          | 2                                          | 26                                         | 14                                         | +12                                        |
| Total                                      | 5/5                                        | 26                                         | 16                                         | 3                                          | 7                                          | 110                                        | 51                                         | +59                                        |